# 小浜島

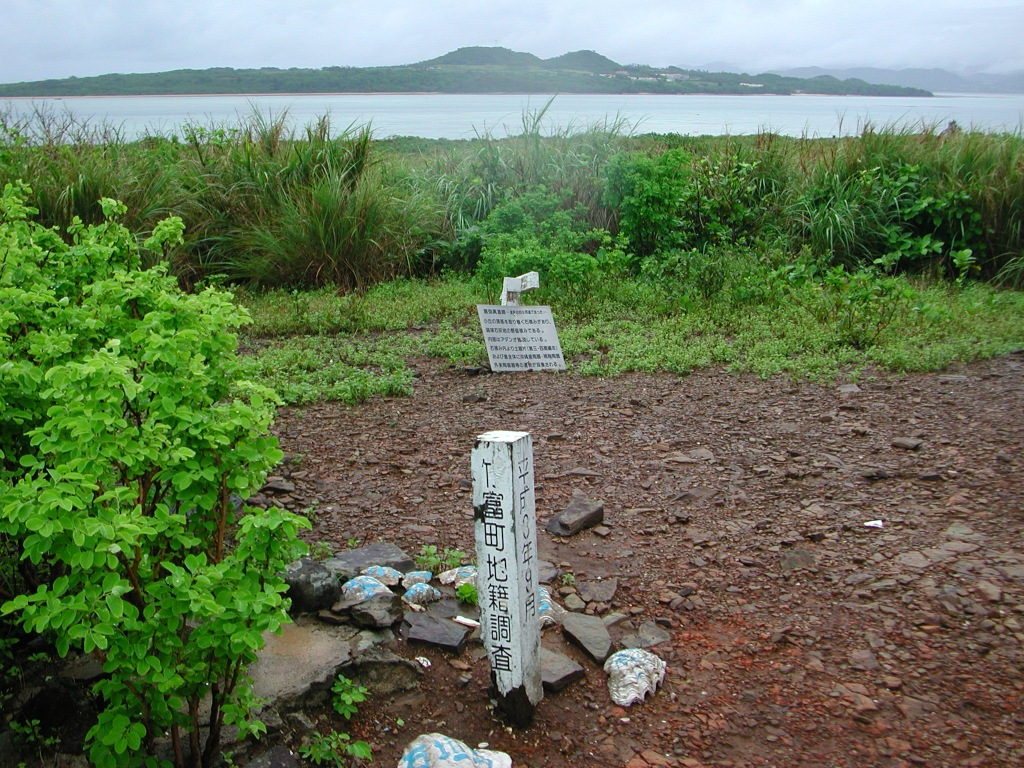
嘉弥真島から望む小浜島

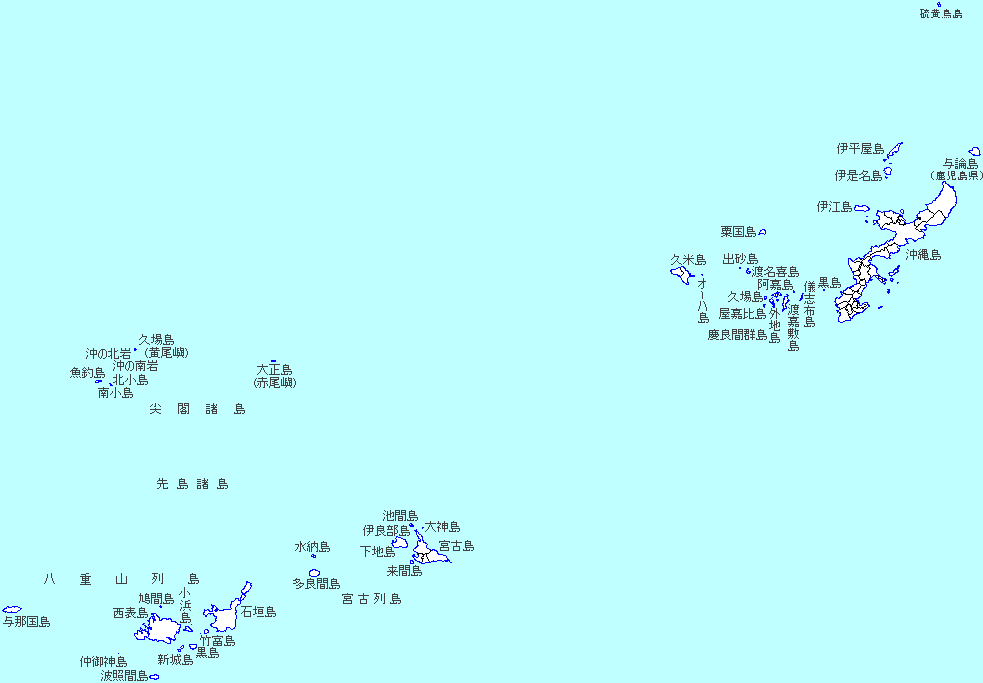
沖縄本島と八重山列島の位置図

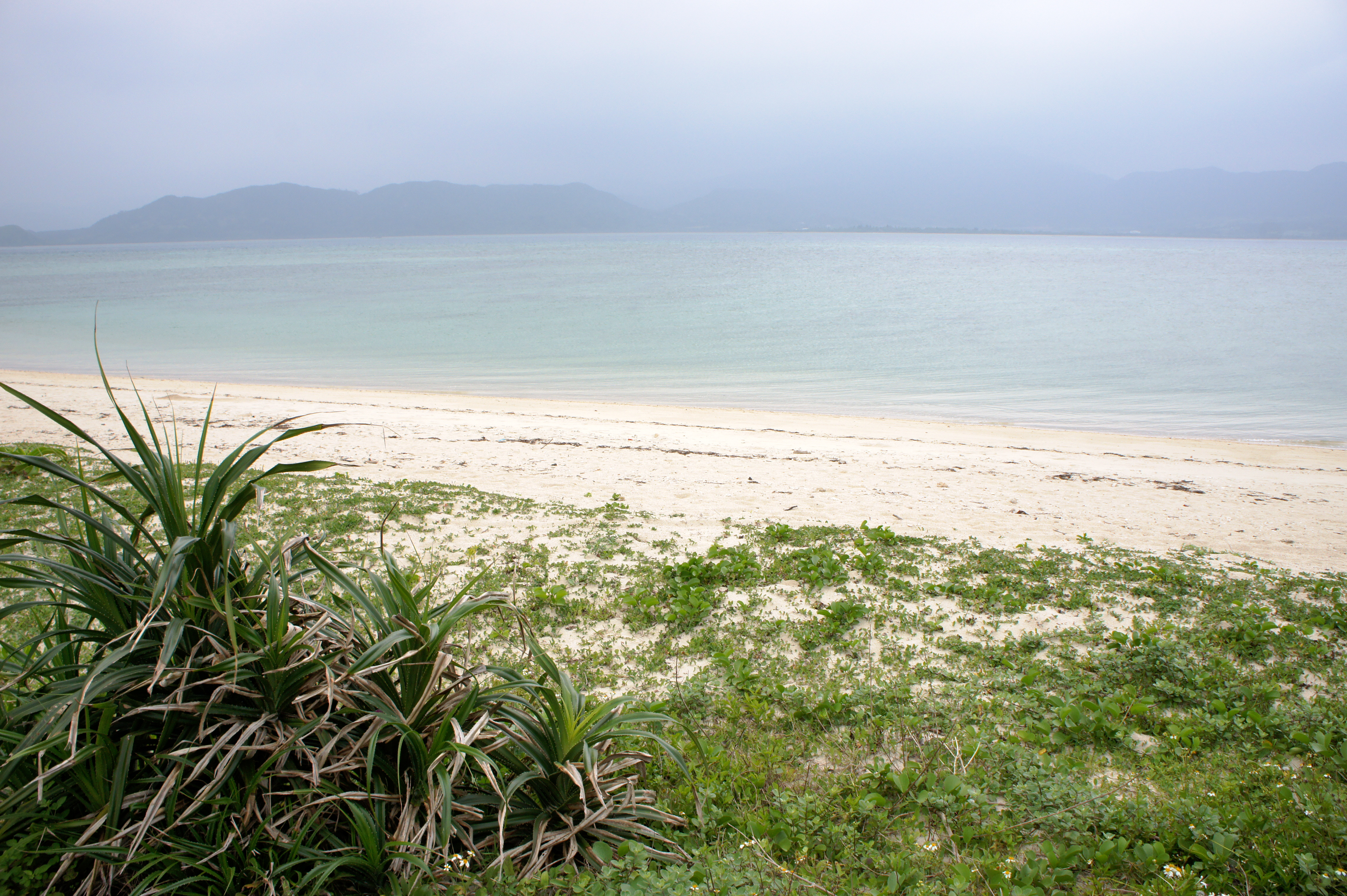
細崎から望むヨナラ水道

小浜島（こはまじま）は、八重山列島の島である。行政区分としては、沖縄県八重山郡竹富町に属する。

## 概要
人口は726人（2021年3月末現在）、世帯数472世帯（2021年3月末現在）。
2001年度上半期に放送されたNHK連続テレビ小説『ちゅらさん』の舞台になったことで全国的に知られるようになった。

## 地理
八重山列島のほぼ中央に位置することから、「八重山のてんぶす」（「てんぶす」は「へそ」の意）とも呼ばれており、島の最高地点である標高99.8 mの大岳（うふだき）からは八重山列島の島々の大半を一望することができる。ヨナラ水道を挟んで西側の西表島と隣接しており、両島の距離は最狭部で約2 kmである。

## 産業
観光業が中心で、島の面積の約5分の1を、ヤマハリゾートが開発したリゾート施設「はいむるぶし」（2007年に三井不動産リゾートへ事業譲渡）およびユニマットグループのユニマットプレシャスが開発した「ホテルニラカナイ小浜島」が占める。また、肉用牛の飼養などの畜産も行われている。
- 年間入域観光客数 - 177,041人（2017年）、190,264人（2016年）[3]
- 畜産業関連（2015年12月1日時点[4]）
  - 飼養戸数 - 24戸
  - 肉用牛の飼育頭数 - 751頭

## 教育
- 竹富町立小浜小中学校

小中併置校。島内に高校はない。

## 交通
空港はない。島外との交通は石垣島との間の定期航路が中心である。

### 航路
小浜港

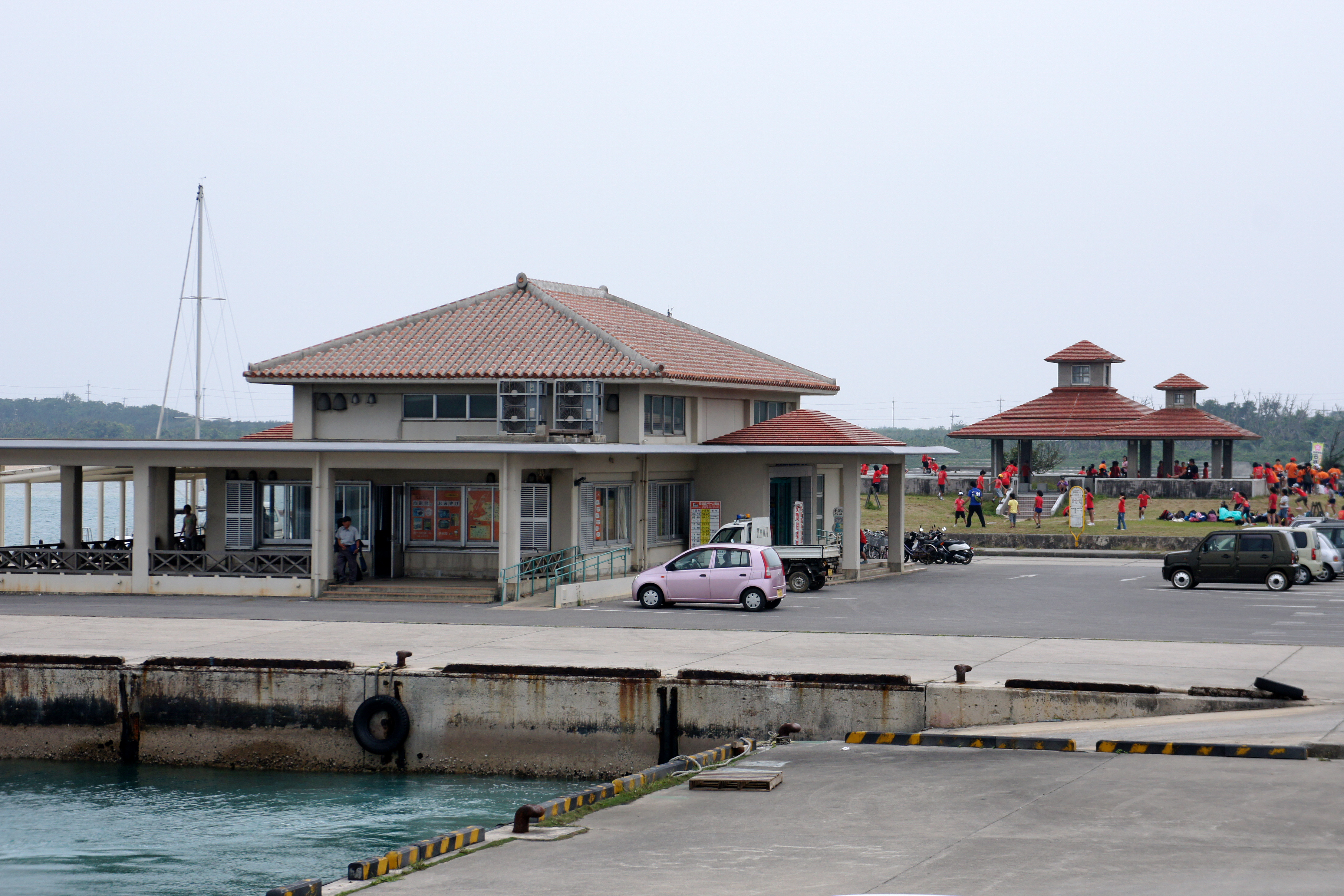
小浜港（2011年4月29日撮影）

地方港湾。石垣島との間を中心に、以下の定期旅客航路（高速船）及び貨客航路（フェリー）が運航されている。かつて2社間を相互に利用できる乗船券が発売されていたが、2020年9月30日をもって廃止された。
- 八重山観光フェリー[6]
  - 石垣港（離島ターミナル）：1日7往復。所要25 - 30分。他にフェリーターミナルとの間に貨客船（フェリー）が週2便就航。
  - 竹富東港（竹富島）：1日1往復。所要25 - 30分。
  - 大原港（西表島）：1日1往復。所要30 - 35分。
- 安栄観光[7]
  - 石垣港（離島ターミナル）：石垣発1日5便・小浜発1日6便（うち1便は竹富島経由）。所要25 - 30分。他にフェリーターミナルとの間に貨客船（フェリー）が週2便就航。
  - 竹富東港（竹富島）：小浜発1便運航。所要20分。
  - 大原港（西表島）：大原港発1便運航。所要30分。

### 道路
- 沖縄県道210号小浜港線 - 小浜港と島の中心部を結ぶ[8]。

#### 架橋構想
1989年（平成元年）に、竹富町役場の西表島移転に向けて西表島との間の架橋が構想された。農林省予算で農道橋として建設する計画であったが、ヨナラ水道がイトマキエイの回遊場所であったためダイビング業者等が反対したことや、十分な経済効果が見込めなかったことから、頓挫した。しかし、2023年になって、地元の建設業の団体により架橋構想が再提案されている。

### 島内の公共交通
かつてはコハマ交通が一般路線バスを運行していたが、2007年3月31日に廃止された。

## 名所・旧跡・観光スポット・祭事・催事

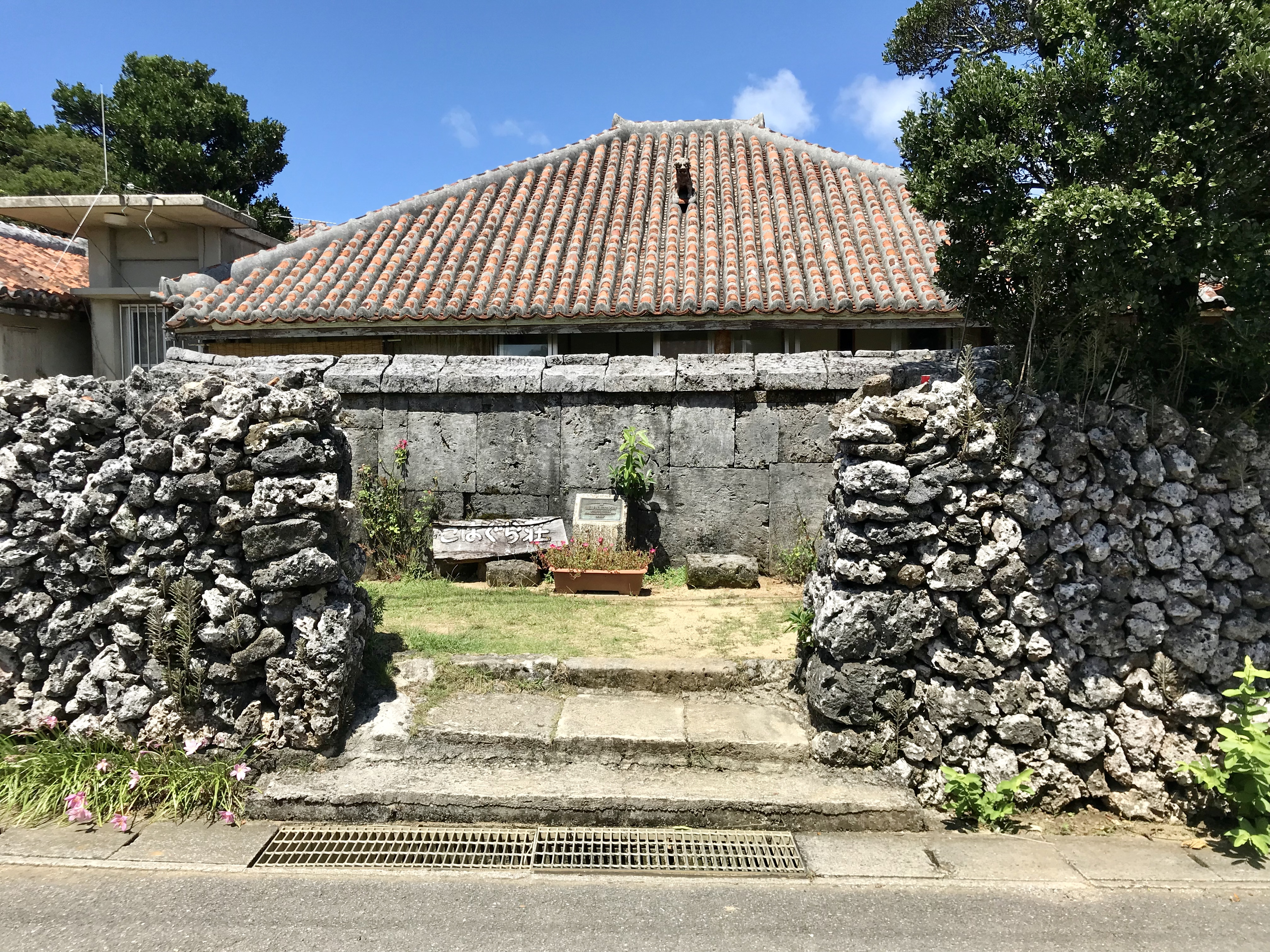
大盛家住宅（2019年）
「ちゅらさん」で民宿「こはぐら荘」のロケ地として使用された。作中と同じ看板が掛けられている。

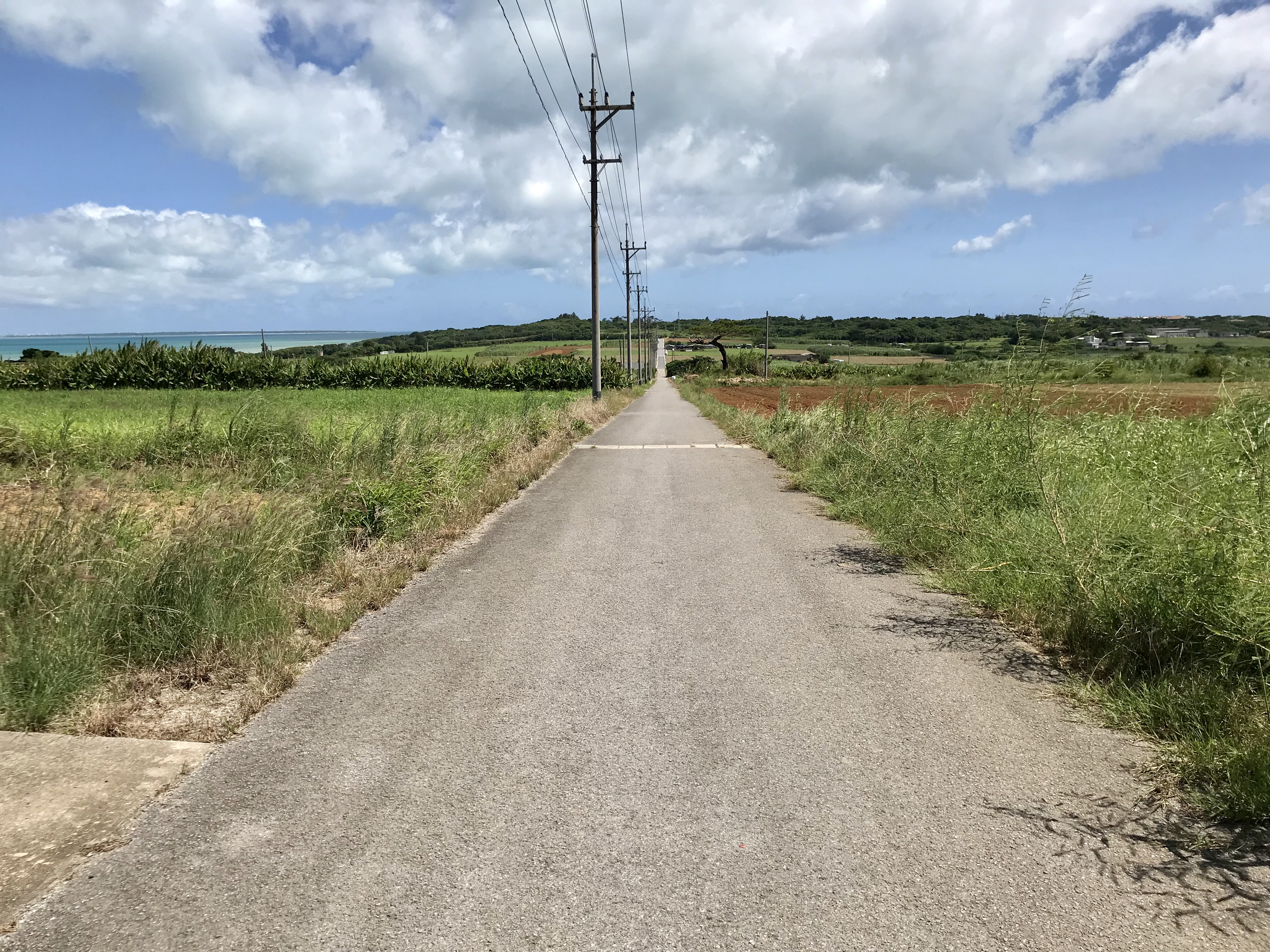
シュガーロード（2019年）

### 文化財に指定または登録された名所・旧跡
- 国の史跡
  - 大岳（うふだき） - 標高99 mで、この島の最高峰。先島諸島火番盛のひとつとして国の史跡に指定されるとともに、竹富町の名勝に指定されている[14][15]。
- 国の登録有形文化財
  - 大盛家住宅 主屋・ヒンプン・石垣・井戸 - 2006年8月24日登録[14]。1915年(大正4年)に建築された伝統的形式の民家。桁行5間半、梁間4間半の寄棟造平入の木造平屋で、屋根は琉球赤瓦で葺かれている。『ちゅらさん』では主人公の生家で民宿の「こはぐら荘」として使用された[16][17][18]。
- 竹富町指定史跡
  - 海垣 - 1972年8月30日指定[14]。潮の干満を利用して、干潮時に石垣内に残った魚を獲る石干見の一種である。海岸から沖合約50 - 100 mまで、石を高さ60 cm - 1 mまで末広がり型に積み、その長さは約1,200 mに及ぶ。方言で（スマンダーカキィ）と呼ばれる。小浜島出身で琉球王国第17代尚?王に侍女として仕え、大阿母の神職位を得て島に戻った南川田於那利のために造られたと伝えられる[19]。
  - カンドウラ石（雷石、霊石） - 1972年8月30日指定[14]。結願祭が行なわれる嘉保根御嶽（カブニワン）内にある2つの石。大岳からこの石を転がし、雷の音を真似て、雨乞祈願をした[16]。
  - 節定め石 - 1972年8月30日指定[14]。方角を示す十二支の穴が掘られており、この穴と群り星（スバル）との位置関係によって農作業の時期等を定めた[16]。
  - ウティスク山遺跡 - 2004年9月17日指定[14]。13-17世紀の遺跡で、丘上の狭い平地を囲むように石積みが巡らされており、防御的機能を有したと考えられている[19]。
  - 小浜家のヤーマヤスキィー - 2005年10月6日指定[14]。現在の小浜島の集落の位置を定めたと伝えられる小浜目差加武多の晩年の住居敷跡と伝えられる。「ヤーマヤスキィ」は「小さな家」を意味する[16]。
- 竹富町指定天然記念物
  - コーキ原のガジュマル群落 - 1976年7月15日指定[14]。コーキ原に自生するガジュマル群落[20]。

### その他の名所・旧跡・観光スポット
- シュガーロード - 『ちゅらさん』で通学路のシーンに使われた[21][22][23]。両側がサトウキビ畑だったために「シュガーロード」と名付けられたが、その後サトウキビ畑が減少し牧草地が多くなっている[16]。
- 西大岳（にしうふだき） - 大岳の西側にあり、大岳に次ぐ標高の丘。頂上に展望台がある[23]。
- カトレ展望台 - 2013年に完成した展望台。島の西側に位置する[23]。
- 海人公園 - 島南西部の細崎（くばざき）にある公園。マンタの形の展望台がある[24]。
- トゥマールビーチ - 小浜港近くの海岸。トゥマールは小浜島の方言で「海」の意味。現地では「やらますビーチ」と呼ばれる[23][25]。
- 石長田海岸 - アカヤ崎の南側の海岸。マングローブ群落がある[23][26]。
- オヤケアカハチの森 - オヤケアカハチの乱で敗れたオヤケアカハチが逃げ込んだという伝承が残る森[23]。
- ちゅらさん展望台 - 小浜島西部にあり西表島を望む展望台。民間の牧場内に位置しており、口蹄疫の侵入防止のため2012年2月1日から閉鎖されている[27]。

### 文化財に指定された祭事・催事
- 国の重要無形民俗文化財
  - 小浜島の盆、結願祭、種子取祭の芸能[28]
- 竹富町指定無形民俗（舞踊・民謡）
  - ハビラ踊、カシカケ踊、天加那志（布サラシ）、小浜節、苧引き踊、アカマタ踊 - 1973年10月5日指定[14]。
  - ダートゥダー、稲まぢん節 - 1991年9月11日指定[14]。

### その他の文化財
- 竹富町指定工芸品
  - 稲福筑登之正装 - 1972年8月30日指定[14]。18世紀中期から19世紀初期の人物とされる稲福筑登之（いなふく ちくどぅん）の衣装。個人蔵[16]。
  - 南川田於那利の衣装及び茶器 - 1972年8月30日指定[14]。小浜島出身で琉球王国第17代尚灝王に侍女として仕え、大阿母の神職位を得て島に戻った南川田於那利の衣装及び茶器。個人蔵[16]。

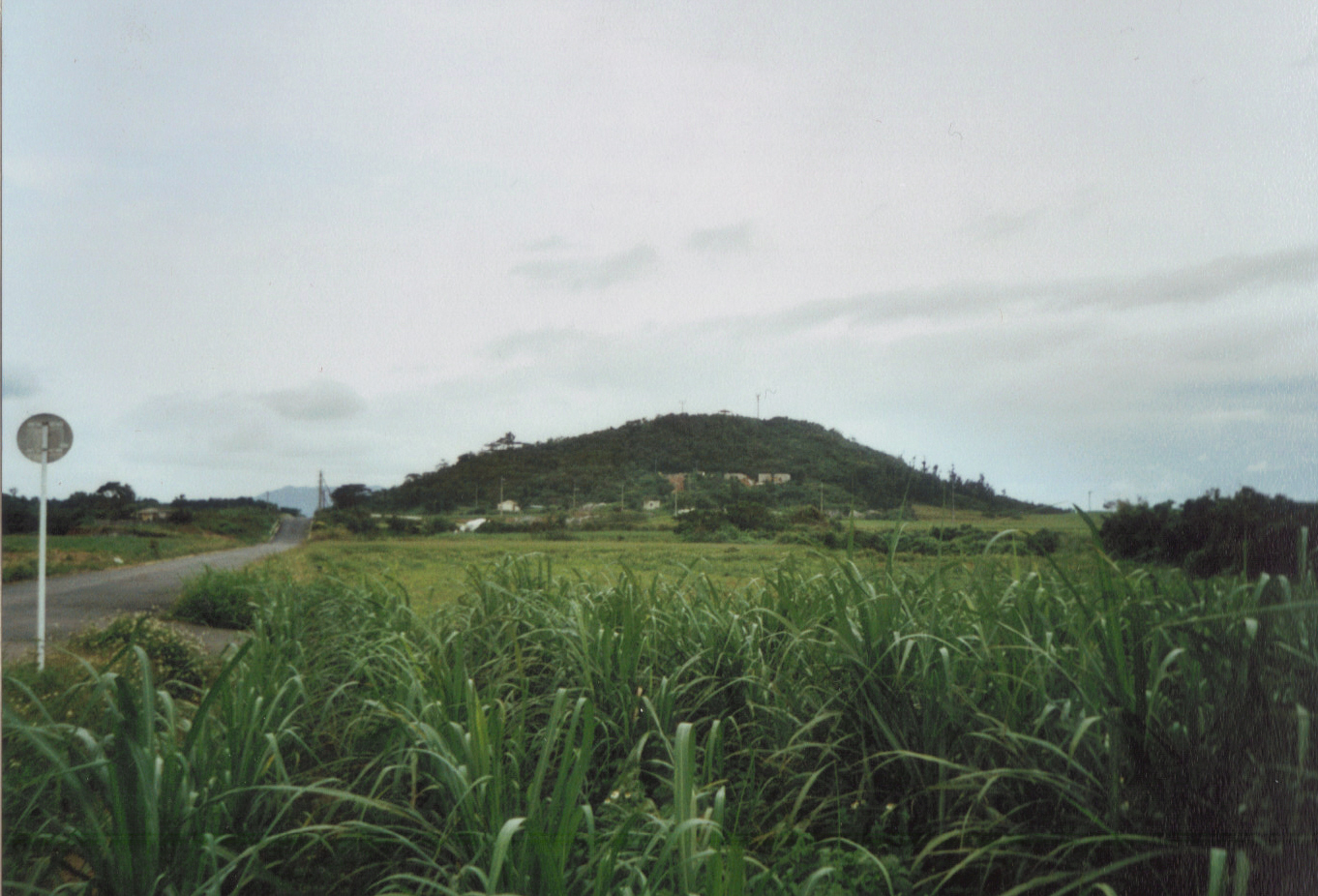
大岳
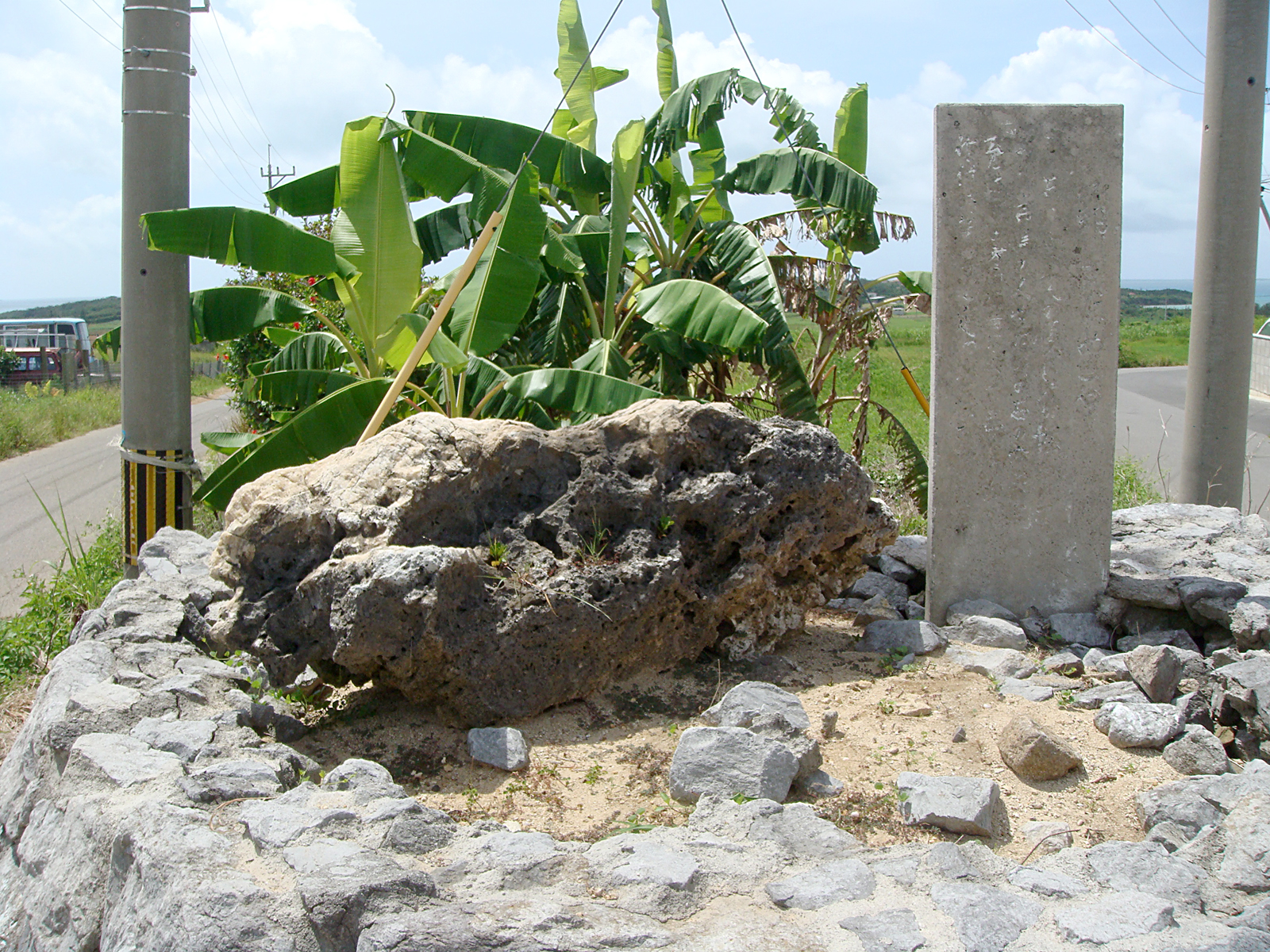
節定め石（2008年）
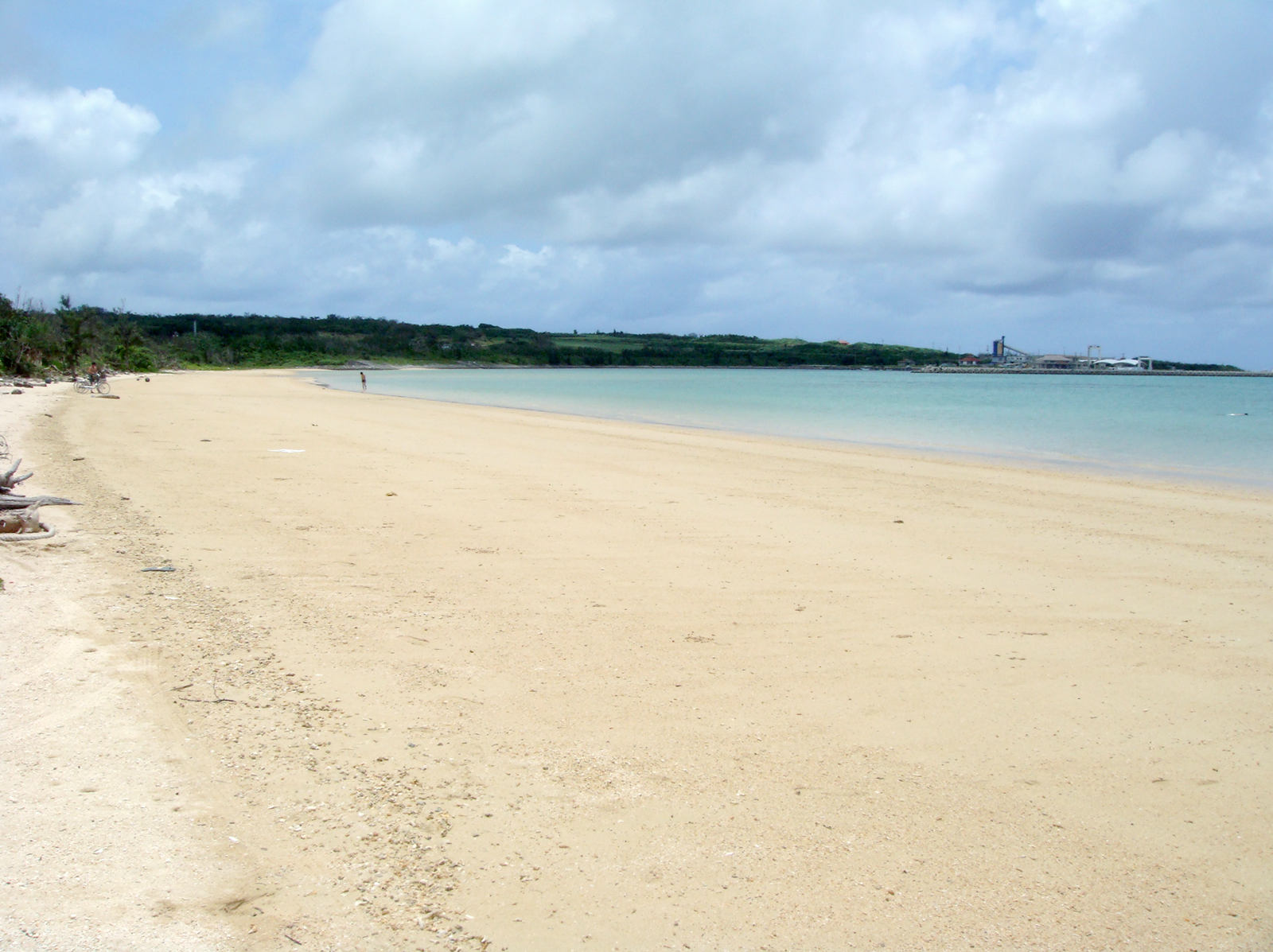
トゥマールビーチ
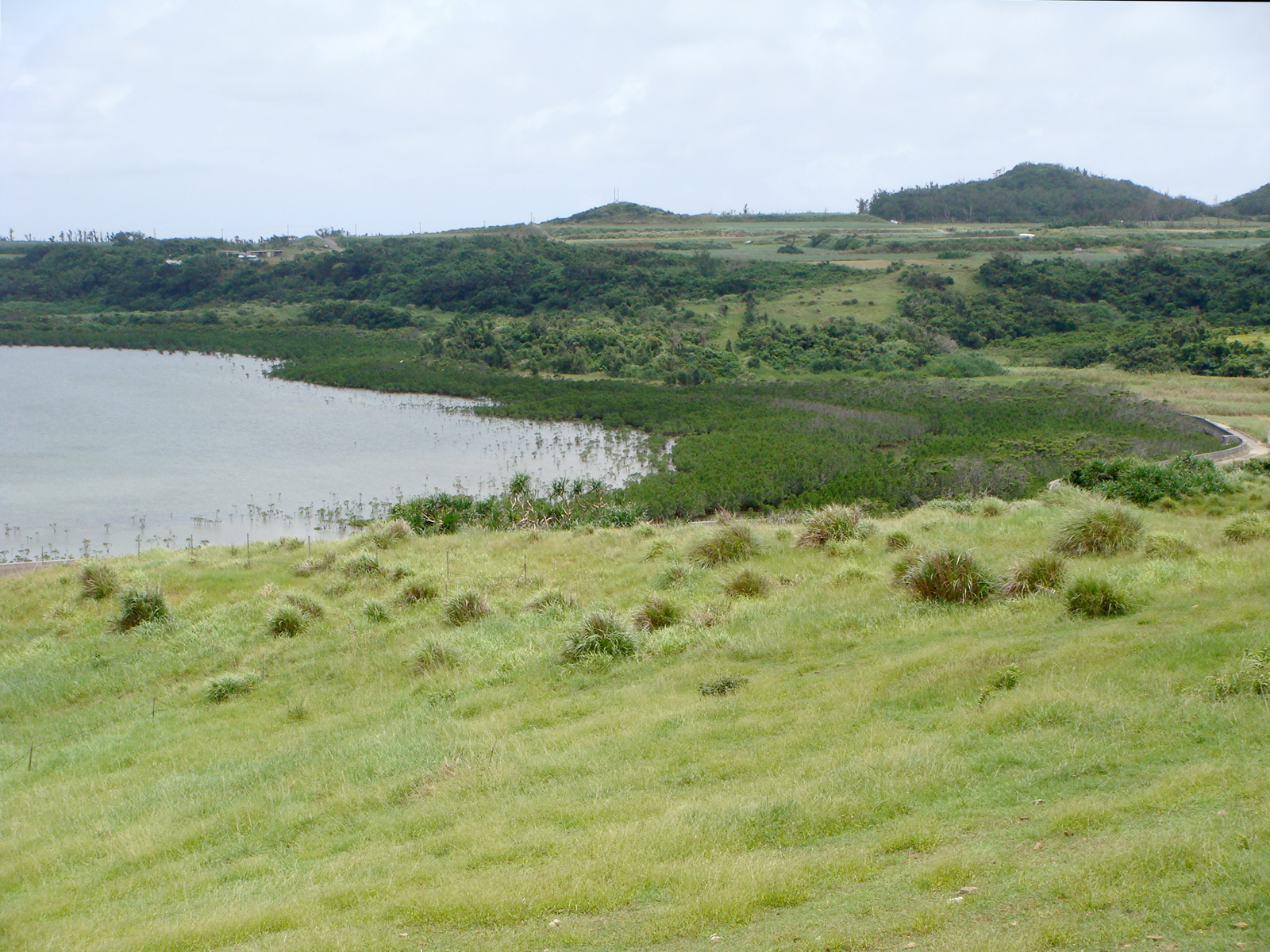
石長田海岸

## 著名な出身者
- SHINOBU - 元DA PUMPメンバー（現在は島内にて本名の宮良忍として「民宿宮良」を経営）[29]
- 吉野高善 - 医師・政治家
- 与世山澄子 - 沖縄を代表するジャズシンガー

## 小浜島を舞台とする作品
- ちゅらさん - 2001年のNHK連続テレビ小説。
- かりゆし先生ちばる! - 2009年のテレビドラマ。